# Кириллов, Дмитрий Валерьевич
Дми́трий Вале́рьевич Кири́ллов (; род. 15 мая 1968) — белорусский кёрлингист и тренер по кёрлингу.

## Команды
| Сезон                                               | Четвёртый        | Третий              | Второй              | Первый              | Запасной                                       | Турниры                   |
| --------------------------------------------------- | ---------------- | ------------------- | ------------------- | ------------------- | ---------------------------------------------- | ------------------------- |
| 2006—07                                             | Yauhen Puchkou   | Ihar Mishaniov      | Yauheni Mamadaliyeu | Barys Rutman        | Дмитрий Кириллов                               | ЧЕ 2006 (23 место)        |
| 2008—09                                             | Yauhen Puchkou   | Dmitry Yarko        | Ihar Mishaniov      | Дмитрий Кириллов    | Yauheni Fedchun                                | ЧЕ 2008 (28 место)        |
| 2009—10                                             | Дмитрий Кириллов | Павел Петров        | Dmitry Yarko        | Ilya Kazlouski      |                                                | ЧЕ 2010 (гр. C)           |
| 2010—11                                             | Дмитрий Кириллов | Dmitry Yarko        | Павел Петров        | Igor Mishenev       | тренер: Екатерина Кириллова                    | ЧЕ 2010 (22 место)        |
| 2011—12                                             | Ihar Platonov    | Yury Pauliuchyk     | Andrey Aulasenka    | Yuri Karanevich     | Дмитрий Кириллов тренер: Екатерина Кириллова   | ЧЕ 2011 (25 место)        |
| 2011—12                                             | Дмитрий Кириллов | Павел Петров        | Dmitry Yarko        | Andrey Aulasenka    | George Kirillov                                | ЧЕ 2012 (гр. C) (4 место) |
| 2012—13                                             | Дмитрий Кириллов | Павел Петров        | Yury Pauliuchyk     | Andrey Aulasenka    | Ihar Platonov тренер: Артис Зентелис           | ЧЕ 2013 (гр. C) (5 место) |
| 2013—14                                             | Дмитрий Кириллов | Павел Петров        | Ilya Kazlouski      | Andrey Aulasenka    | Oleksii Voloshenko тренер: Екатерина Кириллова | ЧЕ 2014 (гр. C) (5 место) |
| Кёрлинг среди смешанных команд (mixed curling)      |                  |                     |                     |                     |                                                |                           |
| 2009—10                                             | Дмитрий Кириллов | Екатерина Кириллова | Dmitry Yarko        | Евгения Орлис       | Anna Alexandrovich                             | ЧЕСК 2009 (23 место)      |
| 2010—11                                             | Дмитрий Кириллов | Екатерина Кириллова | Dmitry Yarko        | Алина Павлючик      |                                                | ЧЕСК 2010 (20 место)      |
| 2011—12                                             | Дмитрий Кириллов | Алина Павлючик      | Dmitry Yarko        | Екатерина Кириллова | Наталия Свержинская, Сюзанна Ивашина           | ЧЕСК 2011 (21 место)      |
| 2012—13                                             | Дмитрий Кириллов | Алина Павлючик      | Dmitry Yarko        | Екатерина Кириллова | Andrey Aulasenka                               | ЧЕСК 2012 (20 место)      |
| 2013—14                                             | Алина Павлючик   | Дмитрий Кириллов    | Екатерина Кириллова | George Kirillov     |                                                | ЧЕСК 2013 (16 место)      |
| 2015—16                                             | Павел Петров     | Екатерина Кириллова | Дмитрий Кириллов    | Полина Петрова      |                                                | ЧМСК 2015 (31 место)      |
| Кёрлинг среди смешанных пар (mixed doubles curling) |                  |                     |                     |                     |                                                |                           |
| 2013—14                                             | Дмитрий Кириллов | Екатерина Кириллова |                     |                     |                                                | ЧМСП 2014 (31 место)      |
| 2014—15                                             | Дмитрий Кириллов | Екатерина Кириллова |                     |                     |                                                | ЧМСП 2015 (29 место)      |

(скипы выделены полужирным шрифтом)

## Результаты как тренера национальных сборных
| Год  | Турнир                            | Сборная            | Место |
| ---- | --------------------------------- | ------------------ | ----- |
| 2011 | Чемпионат Европы по кёрлингу 2011 | Беларусь (женщины) | 23    |
| 2012 | Чемпионат Европы по кёрлингу 2012 | Беларусь (женщины) | 19    |